# Appakudal
Appakudal è una suddivisione dell'India, classificata come town panchayat, di 9.516 abitanti, situata nel distretto di Erode, nello stato federato del Tamil Nadu. In base al numero di abitanti la città rientra nella classe V (da 5 000 a 9 999 persone).

## Geografia fisica
La città è situata a 11° 29' 14 N e 77° 34' 41 E.

## Società

### Evoluzione demografica
Al censimento del 2001 la popolazione di Appakudal assommava a 9 516 persone, delle quali 4 854 maschi e 4 662 femmine. I bambini di età inferiore o uguale ai sei anni assommavano a 970, dei quali 491 maschi e 479 femmine. Infine, coloro che erano in grado di saper almeno leggere e scrivere erano 5 592, dei quali 3 327 maschi e 2 265 femmine.